# Phare de Montjuïc
Le phare de Montjuïc est un phare situé à proximité de l'entrée du port de Barcelone, sur la colline de Montjuïc dans la province de Barcelone (Catalogne) en Espagne.
Il est géré par l'autorité portuaire du Port de Barcelone .

## Histoire
En 1896, une plate-forme temporaire est construite au pied des murs du château de Montjuïc pour y installer une lumière de signalisation. Montjuïc est une colline abrupte qui domine le port de Barcelone. Elle est entrée en service en 1906 et cette lumière fonctionnait avec une lampe à huile qui sera bientôt considérée inefficace. Elle est remplacée, en 1915, par une lampe à incandescence de 3.000 candelas visible à plus de 48 km. En 1917, un futur projet est commandé à l'ingénieur José Cabestany, dont les travaux furent retardés pendant des années en raison de l'impossibilité d'attribuer la construction. Les travaux débutent enfin en 1922 et le phare est mis en service le 31 août 1925, avec la caractéristique de 2 éclats blancs toutes les 10 secondes, visible jusqu'à 41 km. Cette caractéristique est toujours d'actualité.
La lanterne de ce phare est au-dessus d'une très grande maison de gardiens de trois étages en maçonnerie. L'édifice est haut de 13 m et le front du phare est peint en blanc avec une petite bande rouge. La lanterne est grise métallique. Il est très difficile d'accès et il est maintenant dans une zone préservée de la ville de Barcelone.
Identifiant : ARLHS : SPA183 ; ES-29700 - Amirauté : E0400 - NGA : 5760.

### Lien connexe
- Liste des phares d'Espagne